# Чернишковський район
Чернишковський район (рос. Чернышковский район) — муніципальне утворення у Волгоградській області.
Розташований на території українського історичного та культурного краю Жовтий Клин.